# 蒙茅斯 (緬因州)
蒙茅斯（英語：Monmouth）是一個位於美國緬因州肯納貝克縣的市鎮。

## 人口
根據2020年美國人口普查的數據，蒙茅斯的面積為101.11平方千米，當中陸地面積為88.14平方千米，而水域面積為12.96平方千米。當地共有人口4066人，而人口密度為每平方千米40人。